# اسمورف‌ها
اسمورف‌ها (به فرانسوی: Les Schtroumpfs) شخصیت‌های داستان مصور و سریال‌ها تلویزیونی هستند. این موجودهای کوچک آبی رنگ هستند و برای اولین بار توسط کارتونیست بلژیکی پیو در تاریخ ۲۳ اکتبر ۱۹۵۸ خلق شدند.
ایده نامگذاری این شخصیت بر این پایه بود که روزی پیو با دوستانش سر میز ناهار به اشتباه به جای واژه نمک‌دان (به فرانسوی: سالیِر) از واژه schtroumpf استفاده کرد و بعد از طیّ مکالمهٔ دورِ میز وِی و دوستانش جملات خود را با عبارت schtroumpf ختم می‌کردند، مثلِ «بیا، شترومپف .. وقتی شترومپفیدی، شترومپف کن این طرف». بعدها این واژه به زبان هلندی به صورت Smurf تغییر داده شد که در زبان انگلیسی با این نام شناخته می‌شوند.

## زبان اسمورف‌ها
شخصیت اسمورف‌ها به زبانی صحبت می‌کنند که مداوم از کلمه شترومپف در جمله خود استفاده می‌کنند که این کلمه معانی متفاوتی مانند فعل و اسم را بیان می‌کند. مثلاً:
«می‌شترومپفَم به شترومپف» بیان می‌کنند و منظورشان «می‌روم به جنگل» بوده‌است.

## محل زندگی اسمورف‌ها
در سال ۱۹۵۸ اولین بار که این شخصیت‌ها خلق شدند محل زندگیشان در جنگل‌های انبوه در کوهستان بود که خانه‌هایشان درون قارچ‌های بزرگ در نظر گرفته شد و همچنین برای جابجایی و حمل ونقل برای مسیرهای طولانی از لک‌لک استفاده می‌کردند.
در داستان اصلی خانه‌هایشان در قارچ‌هایی با اندازه‌های متفاوت و در مکانی سنگی و با درختان کم واقع شده بودند ولی در مجموعه تلویزیونی که ساخته شد خانه‌ها در قارچ‌هایی مشابه و در چمنزار و در کنار جنگل و رودخانه طراحی شد.

## اقتصاد اسمورف‌ها
زندگی اسمورف‌ها به صورت اجتماعی بوده و هر فرد در کار خاصی تخصص دارد که برای جامعه خود انجام می‌دهد و در اصل همگی مانند یک خانواده زندگی می‌کنند.

## شخصیت‌ها

هالووین اسمورف‌ها

شخصیت‌های اسمورف همگی آبی‌رنگ و شلوارک سفید که کفششان نیز هست و دم کروی که از شلوار بیرون زده و کلاه سفید و بالاتنه لخت شناخته می‌شوند. البته در بعضی از آنها رنگ لباس یا نحوه استفاده از کلاه یا ریش و مو تفاوت است؛ که سرگروه آنها بابا اسمورف هست که معمولاً با شلوار و کلاه قرمز دیده می‌شود؛ و مابقی شخصیت‌ها حرفه و صفتشان در انتهای اسمشان آورده می‌شود مثلاً اسمورف نجار، اسمورف نانوا و…